# امرأة في الحقيبة
امرأة في الحقيبة هي الترجمة العربية لرواية (بالبرتغالية: Dias Perfeitos‏) (أيام رائعة)، وهي رواية جريمة وتشويق للكاتب البرازيلي رافاييل مونتيز، ترجمها إلى اللغة العربية شرقاوي حافظ، وصدرت عن العربي للنشر والتوزيع بالقاهرة في مارس 2019.

## القصة
رواية رومانسية مليئة بالمشاعر والجنون. يستهل النص المترجم باقتباس لنيتشه يقول فيه: «هناك دائما بعض الجنون في الحب؛ لكن دائما ما يوجد بعض المنطق في الجنون»، كأنها نبوءة سردية لتطور الأحداث في الرواية.
تسرد امرأة في الحقيبة علاقة حب مرضية بين بطلي الرواية ثيودور وكلاريس، تبدأ بقبلة عابرة في حفل شواء ممل، وتنتهي بعد سلسلة أحداث غرائبية موغلة في الواقعية وجرائم قتل واغتصاب.
فثيودور طالب طب يرعى أمه المقعدة (باتريشيا)، يعيش علاقة وهمية مع جثة امرأة عجوز في درس التشريح منحها اسم جيرترود، يحضر حفل شواء مدفوعا من أمه التي ترغب أن تراه يعقد علاقات اجتماعية سوية مع الفتيات، يلتقي صدفة بكلاريس طالبة الفن ويتجاذبان أطراف الحديث، لتمنحه قبل افتراقهما قبلة عفوية تجعل ثيو يقع في حبها.
ينشغل ثيو بكلاريس ويأخذ في البحث عنها حتى يجد عنوانها، يتبعها يوما كاملا دون أن يجرؤ على محادثتها وهي صحبة صديقتها لورا، يواصل مراقبتها طيلة الليلة ويضبطها تتبادل القبلات بحميمية مع صديقتها، وعندما تسقط في طريقها إلى البيت يوصلها بنفسه، ويجد هيلينا أم كلاريس في البيت، تسأله من يكون فتجيب كلاريس المخمورة: إنه حبيبي يا أمي. هنا تبدأ قصة الحب العجيبة، فثيو سيفعل المستحيل من أجل جعل كلاريس تحبه.
مباشرة في صباح اليوم التالي يشتري ثيو كتابا ضخما هدية لكلاريس ويذهب للقائها في بيتها، يجدها توضب حقيبتها للسفر كي تنهي كتابة سيناريو خاص بها عنوانه أيام رائعة (العنوان الأصلي للرواية)، يتجادلان حول طبيعة علاقتهما، فكلاريس تنفي وجود أي علاقة، وثيو متشبث بمنحه فرصة لإثبات أنه جدير بها وبحبها، عندما يشتد الجدال يأخذ ثيو الكتاب الضخم الهدية ويضرب به كلاريس على رأسها حتى تفقد وعيها، ثم يضعها في الحقيبة، ويحملها معه في رحلتها التي كانت تنوي القيام بها. تتوالى الأحداث في إيقاع سريع، تتنوع الأماكن والأشخاص الذين يحتك بهم ثيو، وكلاريس إما مخدرة أو مشحونة في الحقيبة، يجترح ثيو المعجزات على شكل جرائم مفاجئة وواقعية، ويقوم باغتصاب كلاريس في لحظة سوء فهم عاطفي. وفي لحظة ثقة أو غفلة منه تضربه كلاريس بالفانوس على رأسه لتنقلب الأدوار، ثيو مقيد وتحت تأثير المخدر الطبي، وكلاريس تستعرض وجهة نظرها في أذيته. وعندما يكشف لها أنهما قتلا حبيبها السابق برونو تصاب بالصدمة، وتحاول الانتحار غرقا في البحر، إلا أن ثيو يتمكن من فك قيوده وإنقاذها في اللحظة الأخيرة، ويعود بها إلى الجزيرة ويحاول معالجة جروحها، وفي لحظة يأس عاطفي يقطع عمودها الفقري.
تنتهي الرواية في المستشفى بعد حادثة سير تعرض لها الثنائي في طريق العودة، يفلت ثيو من تبعات كل جرائمه، وتفيق كلاريس من غيبوبتها فاقدة للذاكرة ومقعدة يرعاها ثيو وهي حامل بطفلتهما جيرترود.